# Alfredo Figueredo
Alfredo Figueredo Ricardo (ur. 15 kwietnia 1952 w Hawanie) – kubański siatkarz, medalista igrzysk olimpijskich.

## Życiorys
Figueredo był w składzie reprezentacji Kuby podczas igrzysk olimpijskich 1972 w Monachium. Rozegrał wówczas wszystkie pięć meczów fazy grupowej. Jego reprezentacja zajęła 10. miejsce. Po raz kolejny na igrzyskach olimpijskich wystąpił na 1976, w Montrealu. Zagrał we wszystkich czterech meczach fazy grupowej, przegranym półfinale ze Związkiem Radzieckim oraz zwycięskim pojedynku o brąz z Japonią.